# Ойкконен, Алекс
Алекс Кристофер Ойкконен (исп. Alex Kristopher Oikkonen; 15 октября 1994, Йоутсено, Финляндия) — пуэрто-риканский футболист, полузащитник новозеландского клуба «Норт-Шор Юнайтед» и сборной Пуэрто-Рико.

## Биография
Родился 15 октября 1994 года в Финляндии, в семье финна и пуэрториканки.

### Клубная карьера
Воспитанник финского футбола. В 2011 году Алекс Ойкконен начал выступать за клуб из Пуэрто-Рико «Баямон», в котором провёл 3 года. Сезон 2013/14 отыграл в клубе испанской Терсеры «Мартос», после чего вернулся в Финляндию, где подписал контракт с клубом Вейккауслиги «МюПа-47». По ходу сезона игрок был отдан в аренду в клуб третьего дивизиона «Култсу», однако вернувшись из аренды Ойкконен так и не смог стать игроком основы, и сыграв за «МюПа» 3 матча в концовке сезона, покинул клуб и подписал полноценный контракт с «Култсу». После вылета «Култсу» из третьей лиги в 2017 году перешёл в другой клуб третьего дивизиона «ПЕПО Лаппеэнранта». Проведя в команде один сезон, ушёл в клуб лиги Юккёнен «Каяани». C февраля 2020 года находится в распоряжении новозеландского полупрофессионального клуба «Норт-Шор Юнайтед».

### Карьера в сборной
Дебютировал за сборную Пуэрто-Рико 14 ноября 2011 года в матче отборочного турнира чемпионата мира 2014 против сборной Сент-Люсии, в котором вышел на замену на 90-й минуте вместо Ноаха Дельгадо.